# Primeval (TV-serie)
Primeval är en brittisk fantasyserie från 2007.

## Handling
Professor Nick Cutter och hans team utreder avvikelser som de finner i skogen Forest of Dean. En oönskad sideffekt av avvikelserna är de dinosaurier som flyttar in i nutid och försvårar utredarnas arbete betydligt. Serien består av 5 säsonger, utgivna från 2007 till 2010/2011.

## Skådespelare
- Andrew Lee Potts – Connor Temple
- Hannah Spearritt –- Abby Maitland
- Ben Miller – James Lester
- Juliet Aubrey – Helen Cutter
- Ben Mansfield – Captain Becker
- Lucy Brown – Jenny Lewis
- Douglas Henshall – Nick Cutter
- Alexander Siddig – Filip Burton